# Паруйр Скайорди
Паруйр, сын Скайорди (арм. Պարույր Սկայորդի) — согласно армянской легендарной традиции 42-й царь Армении в 612 году до н. э. из династии Хайкидов.

## Имя
Имя «Паруйр», как было предположено Капанцяном, выводится из имени скифского вождя Партатуа. Играр Алиев находит такой вывод убедительным. Игорь Дьяконов, наоборот, полагает подобное заимствование сомнительным, а вопрос о происхождении имени открытым. Паруйра Скайорди можно понять двусмысленно Паруйр “сын великана” или сын сака”.

## История
«Паруйру сыну Скайорди, первому венценосцу Армении» посвящена 21 глава «Истории Армении» Мовсеса Хоренаци, согласно которой он был первым армянским царём и жил во времена падения Ассирии в конце VII века до н. э.
«Последним из живших во время ассирийского царства, со времён Шамирам и Нина, был наш Паруйр при Сарданапале. Он оказал немалую помощь мару Варбаку, который отнял у Сарданапала его царство... Варбак родом из одной из крайних, небольших, но сильно укреплённых областей Мидии, муж хитрейший в житейских делах, замечательный в бою, зная женоподобный нрав и сладострастную изнеженность слабохарактерного Конхолероса, хитростью и щедрыми дарами окружает себя приверженцами из людей мужественных и полезных, которые в то время, как известно, твёрдо правили ассирийской монархией.
Он склоняет на свою сторону храброго нахарара нашего Паруйра, обещая ему царские почести и венец, и многих мужественных воинов, искусно владеющих копьём, луком и мечом».
Микаэл Чамчян в первом томе своей «Истории», изданной в Венеции в 1785 году, приводит список древнейших правителей Армении с указанием продолжительности их царствования. Борис Пиотровский предполагает, что Чамчян, возможно, имел в своём распоряжении неизвестный нам источник, указывающий на точные даты правления этих царей. Начало правления Паруйра Чамчян относит к 748 году до н. э., а смерть Ашшурбанапала (Хоренский, как и все античные писатели, называет его Сарданапалом) к 743 году до н. э., таким образом, ошибаясь в 130 лет. Отмечается близость текста Хоренаци о Паруйре Скайорди к хронике Евсевия Кесарийского (в свою очередь заимствованной у Ктесия и Диодора Сицилийского), что позволило ряду армянских историков (К. Патканов, Г. Халатьянц) считать этот сюжет Хоренаци полностью заимствованным и лишённым основания. Пиотровский отмечает, что подобные претензии к Хоренаци неправомерно основаны на переносе современных требований к историческому повествованию на средневековых историков, в то время как во времена Хоренаци историки писали так же, как и он. Согласно Пиотровскому, сопоставления текста Хоренаци с текстами античных историков убеждают нас, что Хоренаци взял за основу известный ему текст Евсевия и дополнил сведениями из других источников: не дошедших до нас хроник и народных легенд. Под Варбакой следует понимать либо мидийского военачальника Арбака (правитель Арнасии), либо царя Киаксара, либо собирательно обоих.
Если Евсевий приводит только одного союзника Киаксара (Варбака) - Набопаласара, то  Хоренаци не упоминает о вавилонском царе, но говорит об армянине Паруйре Скайорди, причём, в некоторых рукописях это имя пишется раздельно - "Скай орди", что в переводе значит "сын скифа" или "сын исполина". Согласно Хоренаци сам Скайорди был современником ассирийских царей Синаххериба и Асархаддона, и был не царём, а князем страны, граничащей с Ассирией. Его сын, Паруйр, был современником Ашшурбанапала. В это время Урарту и Ассирия находились в тяжёлом положении, что привело к усилению скифских племён. Согласно Пиотровскому, возможно это и послужило основанием для армянской традиции считать первым царём внука скифа. Вероятно Паруйр был царём одной из маленьких стран, входящих в Урарту, в непосредственной близости от страны Арме, либо являлась самой Арме, а созвучность Арме и Армении послужила основанием считать Паруйра первым царём Армении. После помощи Паруйра мидянам и вавилонянам в разгроме Ассирии он получил самостоятельность и царский венец в 612 году до н. э.
Игорь Дьяконов также полагает возможным, что в тексте Хоренского сохранились воспоминания о союзе армянских царей с мидянами, и что в Армении в мидийское время существовала не сатрапия, а независимое царство, возглавляемое армянским или армяно-скифским царём Паруйром Скайорди. Джеймс Рассел (en) приводит главу о Скайорди у Хоренаци как пример того, как армянская традиция сохранила историческое предание за 1000 лет до появления армянской письменности.